# Jean Nicaise Gros
Pour les articles homonymes, voir Gros.
 (mai 2020).
Si vous disposez d'ouvrages ou d'articles de référence ou si vous connaissez des sites web de qualité traitant du thème abordé ici, merci de compléter l'article en donnant les références utiles à sa vérifiabilité et en les liant à la section « Notes et références ».
Jean Nicaise Gros, né le 7 octobre 1794 à Reims (Marne) et mort le 13 décembre 1857 à Versailles  (alors département de  Seine-et-Oise), est un évêque catholique français, évêque de Saint-Dié de 1843 à 1844 puis évêque de Versailles de 1844 à 1857.

## Biographie

### Prêtre
Après avoir été séminariste à Meaux, Jean Nicaise Gros est ordonné prêtre le 16 mai 1818. Il est nommé vicaire à Saint-Aspais de Melun. Il devient chancelier puis vicaire général du diocèse de Reims avant d'occuper la même fonction pour le diocèse de Paris.

### Évêque de Saint-Dié
Nommé évêque de Saint-Dié le 15 octobre 1842, Gros reçoit l'investiture canonique du pape Grégoire XVI le 27 janvier 1843. Il est sacré évêque le 26 février 1843 par le futur cardinal Denys Affre, archevêque de Paris. Il fait son entrée à Saint-Dié le 23 mars.
Au cours des 18 mois de son épiscopat dans le diocèse vosgien, il aura juste le temps de bénir le nouveau monastère des chanoinesses de Saint-Augustin de la congrégation Notre-Dame revenues à Mattaincourt et de voir s'ouvrir le monastère des Réparatrices du Saint-Cœur-de-Marie à Godoncourt.

### Évêque de Versailles
Par ordonnance du 3 mars 1844, Gros est nommé évêque de Versailles, il reçoit l'investiture canonique du Saint-Siège le 17 juin 1844 et il est installé en la cathédrale Saint-Louis le 30 juillet.

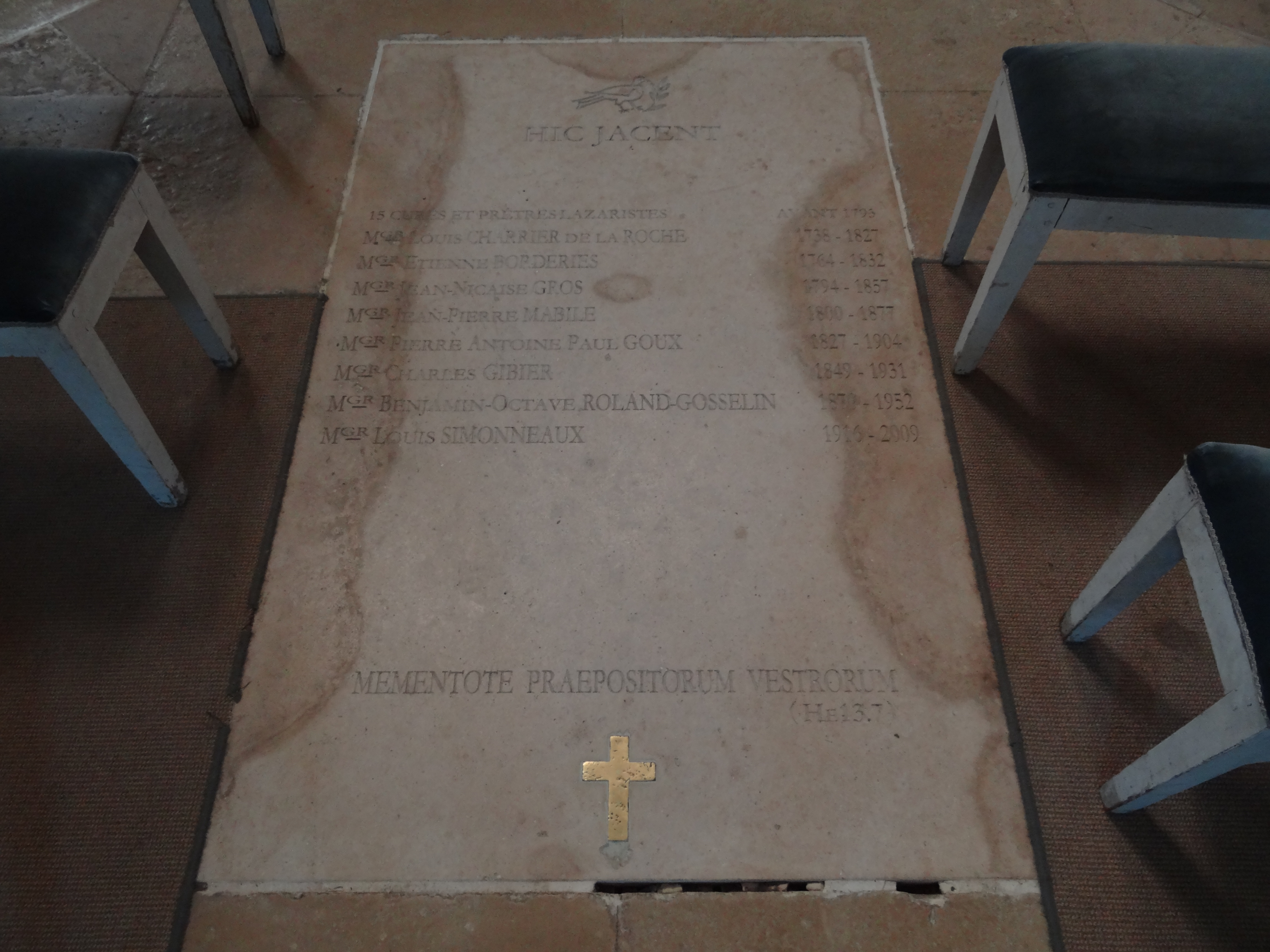
Vue de l'entrée du caveau des évêques de Versailles dans la cathédrale Saint-Louis de Versailles (Yvelines).

Il meurt à Versailles le 13 décembre 1857 et est inhumé dans le caveau des évêques dans le chœur de la cathédrale de Versailles.

## Distinction
- Chevalier de la Légion d'honneur (12 aout 1851)[1]

## Ouvrage
- Jean Nicaise Gros, Statuts du diocèse de Versailles, Versailles, 1846 (lire en ligne)

### Sources
- Ronsin (Albert), Les Vosgiens célèbres - Dictionnaire biographique illustré, Éditions Gérard Louis, Vagney, 1990, p. 176.
- Lévêque (Louis), Petite histoire religieuse des Vosges, Mirecourt, 1949, p. 108.